# ADFGX
ADFGX und ADFGVX (auch: ADGFX beziehungsweise ADGFVX; eigentlich Geheimschrift der Funker 1918, kurz GedeFu 18) sind manuelle Verschlüsselungsverfahren, die das deutsche Militär im Ersten Weltkrieg einsetzte. Sie dienten dazu, Nachrichten mittels drahtloser Telegrafie geheim zu übermitteln. Die Verschlüsselung geschieht zweistufig und basiert auf einer Substitution (Ersetzung von Zeichen durch andere), gefolgt von einer Transposition (Vertauschung der Anordnung der Zeichen).
Beide Verfahren wurden vom deutschen Nachrichtenoffizier Fritz Nebel (1891–1977) erfunden und vom Heer als „Geheimschrift der Funker 1918“, kurz „GedeFu 18“ bezeichnet. Die Alliierten gaben den neuen Verfahren die markanten Namen nach den in den abgefangenen Funksprüchen allein auftretenden Buchstaben. ADFGX wurde zum ersten Mal am 1. März 1918 an der deutschen Westfront eingesetzt. ADFGVX ist der Nachfolger von ADFGX und wurde ab dem 1. Juni 1918 sowohl an der West- als auch an der Ostfront benutzt.

## Verschlüsselungsstufen

### Erste Stufe (Substitution)
Die Klartextzeichen werden monoalphabetisch durch Zeichenpaare ersetzt, die nur aus den Buchstaben „A“, „D“, „F“, „G“ und „X“ bestehen. Dies geschieht mit Hilfe eines Polybios-Quadrats nach folgendem Schema:
In eine Matrix aus fünf Zeilen und fünf Spalten wird ein geheimer Schlüssel in Form eines Kennworts eingetragen, beispielsweise „wikipedia“. Dabei werden im Kennwort mehrfach auftretende Buchstaben nur einmal verwendet. Aus „wikipedia“ wird so „wikpeda“. Der Rest des Quadrats wird mit den übrigen Buchstaben des Alphabets (häufig in revertierter Reihenfolge, also beginnend mit „z“) aufgefüllt. Da das übliche lateinische Alphabet aus 26 Buchstaben besteht, eine 5×5-Matrix jedoch nur 25 Plätze bietet, lässt man einen Buchstaben weg, beispielsweise das im Deutschen seltene „j“, das bei Bedarf durch „i“ ersetzt werden kann. Zusätzlich werden an den oberen und den linken Rand des Polybios-Quadrats die fünf Buchstaben „A“, „D“, „F“, „G“ und „X“ geschrieben. Auf diese Weise erhält man mit dem Kennwort „wikipedia“ das folgende Polybios-Quadrat:
|   | A | D | F | G | X |
| - | - | - | - | - | - |
| A | w | i | k | p | e |
| D | d | a | z | y | x |
| F | v | u | t | s | r |
| G | q | o | n | m | l |
| X | h | g | f | c | b |

Der Klartext wird nun buchstabenweise durch die am Rand des Polybios-Quadrats stehenden Zeichenpaare ersetzt. Ein typischer Text wäre beispielsweise „Munitionierung beschleunigen Punkt Soweit nicht eingesehen auch bei Tag“. Aus dem ersten Buchstaben „M“ der Nachricht wird „GG“, aus „u“ wird „FD“, und so weiter. Insgesamt erhält man aus dem Klartext (jeweils obere Zeile) den folgenden „Zwischentext“ (jeweils untere Zeile):
| M  | u  | n  | i  | t  | i  | o  | n  | i  | e  | r  | u  | n  | g  | b  | e  | s  | c  | h  | l  | e  |
| GG | FD | GF | AD | FF | AD | GD | GF | AD | AX | FX | FD | GF | XD | XX | AX | FG | XG | XA | GX | AX |

| u  | n  | i  | g  | e  | n  | P  | u  | n  | k  | t  | S  | o  | w  | e  | i  | t  | n  | i  | c  | h  |
| FD | GF | AD | XD | AX | GF | AG | FD | GF | AF | FF | FG | GD | AA | AX | AD | FF | GF | AD | XG | XA |

| t  | e  | i  | n  | g  | e  | s  | e  | h  | e  | n  | a  | u  | c  | h  | b  | e  | i  | T  | a  | g  |
| FF | AX | AD | GF | XD | AX | FG | AX | XA | AX | GF | DD | FD | XG | XA | XX | AX | AD | FF | DD | XD |

Verschlüsselungsmethoden dieser Art, bei denen Klartextzeichen nach einem festen Schema (in der Kryptographie spricht man von einem festen Alphabet) stets durch identische Geheimtextzeichen (oder auch wie hier Zeichenpaare) ersetzt werden, werden allgemein als monoalphabetische Substitutionsverfahren bezeichnet. Eine einfache Substitution bietet nur einen geringen Schutz vor unbefugter Entzifferung und ist relativ leicht zu brechen. Um dies zu verhindern, wird eine zweite Stufe der Verschlüsselung nachgeschaltet.

### Zweite Stufe (Transposition)
Der Zwischentext wird zeilenweise in eine zweite Matrix eingetragen. Die Breite der Matrix ergibt sich aus der Länge eines zweiten Schlüsselworts. Tatsächlich wurden Schlüssel der Länge 15 bis 22 und Matrizen mit entsprechender Breite verwendet. Dieses zweite Kennwort, zum Beispiel „BEOBACHTUNGSLISTE“, wird über die zweite Matrix geschrieben. Die Buchstaben dieses Schlüssels werden in alphabetischer Reihenfolge nummeriert. Das „A“ bekommt die Nummer 1, das „B“ am Anfang die Nummer 2, das zweite „B“ die Nummer 3 und so weiter bis schließlich zum „U“, das die Nummer 17 erhält. 
| B             | E           | O             | B             | A         | C             | H           | T             | U       | N             | G           | S           | L             | I             | S         | T         | E           |
| ------------- | ----------- | ------------- | ------------- | --------- | ------------- | ----------- | ------------- | ------- | ------------- | ----------- | ----------- | ------------- | ------------- | --------- | --------- | ----------- |
| 2             | 5           | 12            | 3             | 1         | 4             | 8           | 15            | 17      | 11            | 7           | 13          | 10            | 9             | 14        | 16        | 6           |
| G D X A F A D | G A G A X F | F X F A X G F | D F A X A F D | G X G A D | F X F D G D X | A D A D F D | D G X G F X D | F G D X | F X D A F A G | A D G F A X | D X F D F A | G X A F X G X | D A D F G A X | G X G X A | F D G A X | A G A D F A |

Nachdem der Zwischentext zeilenweise in die Matrix eingetragen wurde, wird er nun spaltenweise wieder ausgelesen. Dabei wird die Reihenfolge der Spalten durch die alphabetische Reihenfolge der einzelnen Buchstaben des Kennworts bestimmt, die der Deutlichkeit halber unterhalb des Kennworts vermerkt ist. Das Auslesen beginnt also mit der fünften Spalte (Kennwortbuchstabe „A“) und dem Geheimtextstück „GXGGADDD“ und endet mit der neunten Spalte (Kennwortbuchstabe „U“) und dem Textfragment „FFFFGDX“. Der komplette Geheimtext lautet:
```
GXGGA DDDGD XXAFA DDFAA XAFDF FXFDG DXGAG GAAXF AGADF AAADG
FAXXA DADFF FDDAD FGAXG XAFXG XFXDA FAGFX XFAXG FDXFF DFAGX
XGXXA DGXGF XDFFD GAXXF FFFGD X
```

Kryptographisch wichtig ist, dass durch dieses Verfahren die Buchstabenpaare, die monoalphabetisch den Klartextbuchstaben entsprechen, auseinandergerissen werden und nun an weit voneinander entfernten Stellen im Geheimtext stehen. Diese Fraktionierung (von lateinisch fractio, „Das Zerbrechen“) bewirkt eine erheblich verbesserte Sicherheit gegen unbefugte Entzifferung. Üblicherweise werden die Geheimtextzeichen nicht als langer Wurm aneinandergehängt, sondern wie hier in Gruppen zu jeweils fünf Buchstaben angeordnet. Dies erleichtert den Funkern die Orientierung im Text. Der Geheimtext wird nun in Form von Morsezeichen drahtlos übermittelt. Ein wichtiges Motiv für die Wahl genau dieser fünf Buchstaben liegt in der guten Unterscheidbarkeit der Morsezeichen für „A“, „D“, „F“, „G“ und „X“.
| Buchstabe | Morsezeichen |
| --------- | ------------ |
| A         | ·-           |
| D         | -··          |
| F         | ··-·         |
| G         | --·          |
| X         | -··-         |

Im praktischen Feldeinsatz wurden täglich zwischen 25 und 150 verschlüsselte Nachrichten übermittelt. Um eine unbefugte Entzifferung zu verhindern, wurden beide als Schlüssel dienenden Kennwörter nach ein bis drei Tagen gewechselt.

## ADFGVX
Am 1. Juni 1918 wurde ein sechster Buchstabe, das „V“ (Morsecode ···-), eingeführt und das ADFGX-Verfahren so zu ADFGVX erweitert. Das Polybios-Quadrat enthielt nun sechs mal sechs also 36 Plätze. Auf diese Weise war es möglich, das komplette lateinische Alphabet mit allen 26 Buchstaben und zusätzlich die zehn Ziffernzeichen zu verschlüsseln. Ein mögliches (willkürliches) Quadrat sah dann beispielsweise wie folgt aus:
|   | A | D | F | G | V | X |
| - | - | - | - | - | - | - |
| A | n | j | 6 | r | e | v |
| D | l | c | h | u | o | 9 |
| F | 1 | 5 | i | f | q | a |
| G | 0 | s | 3 | t | k | w |
| V | y | 7 | 4 | b | g | p |
| X | 8 | z | m | 2 | x | d |

## Entschlüsselung
Der befugte Empfänger ist im Besitz der beiden geheimen Kennwörter (Schlüssel). Er kann somit die beschriebenen Schritte sinngemäß in umgekehrter Reihenfolge abarbeiten und so durch Entschlüsselung aus dem empfangenen Geheimtext den Klartext erhalten.
Im Beispielfall teilt er die Spruchlänge (126) durch die (durch das Transpositions-Kennwort bekannte) Schlüssellänge (17) und erhält hier 7 Rest 7. Das heißt, die Spaltenlänge beträgt 7, wobei die ersten sieben Spalten um 1 auf 8 verlängert werden müssen. In der durch das Transpositions-Kennwort bekannten Reihenfolge füllt er den Geheimtext spaltenweise ein, liest anschließend den Zwischentext zeilenweise aus und „übersetzt“ zuletzt dessen Buchstabenpaare mithilfe des Polybios-Quadrats in den Klartext.

## Entzifferung

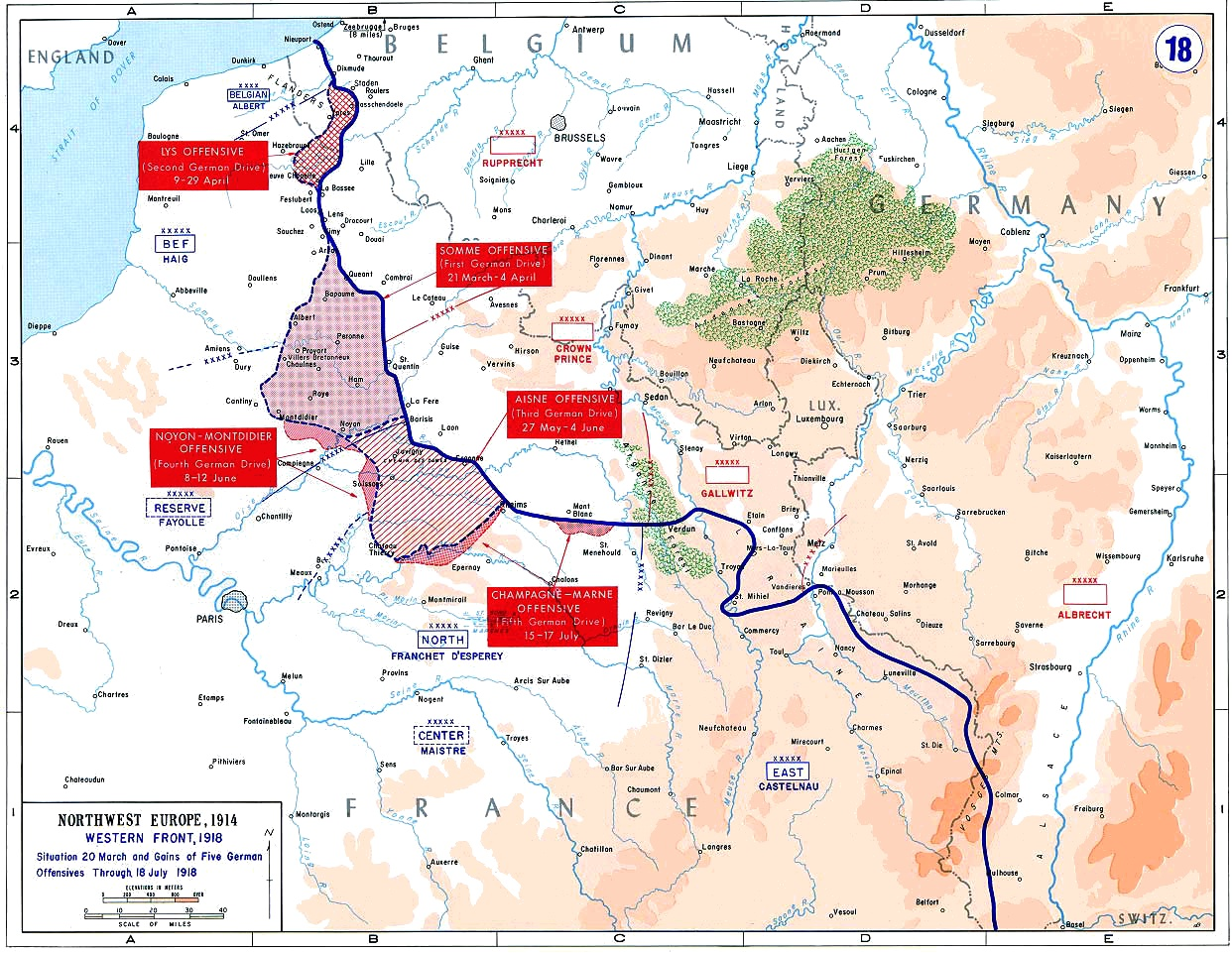
Verlauf der Westfront im Jahr 1918

Die Kunst der Entzifferung liegt darin, den Klartext ohne Kenntnis der beiden Kennwörter zu ermitteln. Diese Meisterleistung gelang dem französischen Artillerie-Offizier Capitaine Georges Painvin (1886–1980) noch im April 1918 kurz vor und während der deutschen Frühjahrsoffensive. Nach Ansicht einer Reihe von Historikern und Kryptologen trug Painvin damit maßgeblich dazu bei, dass es deutschen Soldaten im Ersten Weltkrieg nicht gelang, Paris einzunehmen.
Eine wesentliche Schwäche, die er ausnutzen konnte, ist die einfache monoalphabetische Substitution durch das Polybios-Quadrat, die praktisch keinen Schutz vor unbefugter Entzifferung bietet. Insofern besteht die kryptographische Sicherheit des ADFGX-Verfahrens hauptsächlich in dem Zerreißen der Bigramme des Zwischentextes mit Hilfe der Spaltentransposition und ist daher im Grunde nur einstufig. Gelingt es, die Spaltentransposition zu knacken, kann der Klartext leicht rekonstruiert werden.

## Der „Funkspruch des Sieges“

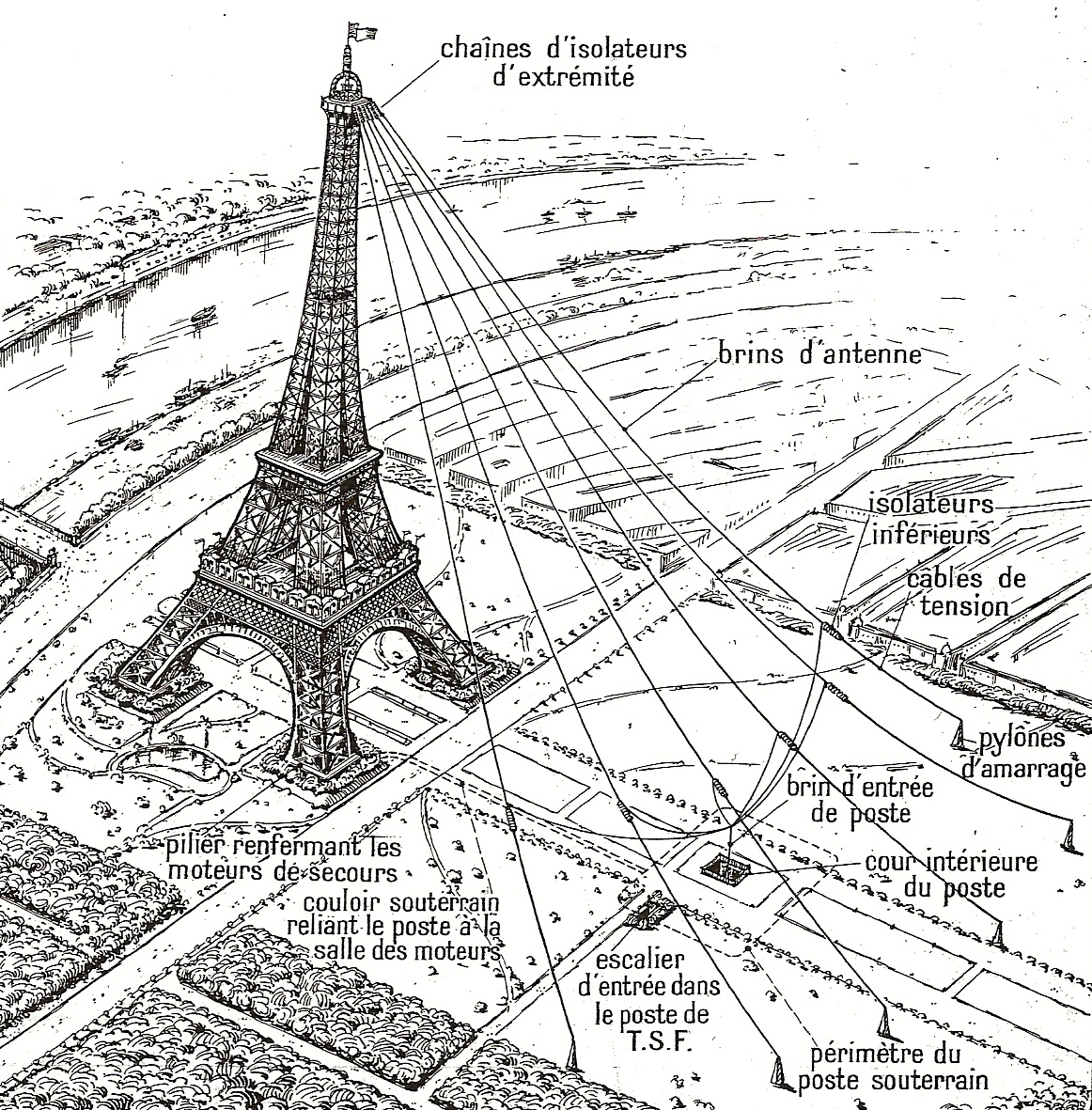
Der Eiffelturm mit Antennendrähten diente den Franzosen zum Empfang der deutschen Funksprüche.

Auch nach kryptographischer Stärkung des Verfahrens durch Zugabe eines sechsten Buchstabens gelang es Painvin, Geheimtexte zu brechen. Am 1. Juni 1918 fing die französische Funkhorchstelle auf der Spitze des Eiffelturms zum ersten Mal einen deutschen Funkspruch ab, der nicht nur die Buchstaben A, D, F, G und X enthielt, sondern zusätzlich auch den Buchstaben V. Der Funkspruch stammte aus der Region Remaugies, nördlich von Compiègne, und lautete:
```
FGAXA XAXFF FAFVA AVDFA GAXFX FAFAG DXGGX AGXFD XGAGX GAXGX AGXVF VXXAG XDDAX GGAAF DGGAF FXGGX XDFAX GXAXV AGXGG DFAGG GXVAX VFXGV FFGGA XDGAX FDVGG A
```

Painvin erkannte dies und schloss richtig, dass die Deutschen das Polybios-Quadrat von 5×5 auf 6×6 erweitert hatten und somit statt bisher nur 25 Buchstaben nun insgesamt 36 Zeichen verschlüsseln konnten. Er vermutete ferner richtig, dass die 26 Buchstaben des Alphabets plus die 10 Ziffern (0 bis 9) benutzt wurden, und richtete seine Kryptanalyse auf Basis dieser Annahme aus. Nach intensiver Arbeit über 26 Stunden hinweg bis zur physischen Erschöpfung gelang ihm die Entzifferung noch am 2. Juni 1918. Der Klartext lautete „Munitionierung beschleunigen Punkt Soweit nicht eingesehen auch bei Tag“. Diese Information wurde umgehend an das französische Hauptquartier um Marschall Foch weitergeleitet und überzeugte ihn, dass die Deutschen einen massiven Angriff im Frontabschnitt bei Compiègne planten. Er konzentrierte seine letzten Reservetruppen um diese Stadt, was zur Folge hatte, dass der kurz darauf tatsächlich hier stattfindende deutsche Angriff abgewehrt werden konnte. Auf französischer Seite wird der deutsche Funkspruch seitdem als Le Radiogramme de la Victoire (Der „Funkspruch des Sieges“) bezeichnet.

## Anekdote
Erst im Jahr 1966, fast fünfzig Jahre danach, erfuhr Fritz Nebel, dass sein System während des Ersten Weltkriegs gebrochen worden war, und sagte, er habe ursprünglich eine doppelte Spaltentransposition vorgeschlagen, aber diese sei in Besprechungen von seinen Vorgesetzten abgelehnt worden. Sie entschieden sich damals aus praktischen Erwägungen für die einfache Spaltentransposition. Im Jahr 1968 trafen sich Nebel und Painvin in Person und Nebel gab seinen Gefühlen mit den Worten Ausdruck, dass die Feinde von gestern sich als die Freunde von heute treffen. Painvin betonte, dass, falls es so gemacht worden wäre, wie Nebel es vorgeschlagen hatte, er die Verschlüsselung sicher nicht hätte brechen können.